# Mikoyan PAK DP
O Mikoyan PAK DP (Russo: ПАК ДП, abreviação de: Перспективный авиационный комплекс дальнего перецвата, romanizado: Perspektivny aviatsionny kompleks dal'nego perekhvata, em português: Complexo aéreo prospectivo para interceptação de longo alcance) é um programa russo para desenvolver um avião interceptador furtivo /caça pesado em desenvolvimento por Mikoyanpara substituir o Mikoyan MiG-31 na Força Aérea Russa em meados da década de 2020 ou meados da década de 2030.É frequentemente referenciado como Mikoyan MiG 41, porque seu código de projeto é Izdeliye 41, mas sua designação oficial nunca foi dada, pois os aviões russos só recebem sua designação oficial quando estão prestes a entrar em serviço.o MiG-41 seria considerado como um projeto de 5 ou 6ª geração.